# 滋賀社会保険事務局
滋賀社会保険事務局（しがしゃかいほけんじむきょく）は、滋賀県大津市にあった社会保険庁の地方支分部局で、滋賀県を管轄していた。

## 管内社会保険事務所
- 大津社会保険事務所(滋賀社会保険事務局大津社会保険事務室)
- 草津社会保険事務所
- 彦根社会保険事務所
- 大津年金相談センター(来訪相談専用センター)